# Therese Wieser
Therese Wieser (* 31. Mai 1898 in Ampfing als Therese Hinterecker; † 24. Dezember 1976 in München) war eine deutsche Fachlehrerin und Landwirtin.
Hinterecker besuchte die Volksschule in Ampfing und die Berufsschule in München und legte an der höheren Töchterschule in Neuhaus am Inn den Handelsschulabschluss ab. Sie arbeitete daraufhin als Fachlehrerin für Buchführung und Maschine schreiben, an der Sabelschen Handelsschule in München und weiteren Schulen. Anfang der zwanziger Jahre machte sie ein Praktikum bei der Bayerischen Vereinsbank in München. 1922 heiratete sie den Landwirt Josef Wieser in Gronsdorf und wechselte dadurch in die Landwirtschaft. 1936 wurde sie Lehrfrau der ländlichen Hauswirtschaft, sechs Jahre später Meisterin. Nach dem Tod ihres Ehemannes 1944 führte sie seinen landwirtschaftlichen Betrieb weiter. Von 1949 bis 1967 war sie Kreis- und Bezirksbäuerin des Bayerischen Bauernverbandes für Oberbayern, von 1963 bis 1972 war sie Landesbäuerin. Sie gehörte dem Vorstand des Deutschen Landfrauenverbandes und dem Landesfrauenausschuss sowie von 1966 bis 1976 dem Bayerischen Senat an.

## Ehrungen
- 1953: Verdienstkreuz am Bande der Bundesrepublik Deutschland
- 1959: Bayerischer Verdienstorden